# Петриков, Игорь Анатольевич
Игорь Анатольевич Петриков (14 августа 1966, Тамбовская область — 28 марта 1995, Шали, Чеченская Республика Ичкерия) — российский военный деятель, начальник штаба мотострелкового батальона Уральского военного округа, майор. Герой Российской Федерации. Правнук  полного Георгиевского кавалера П.М. Рыжова

## Биография
Родился 14 августа 1966 года в селе Рысли Моршанского района Тамбовской области.
В 1983 г. окончил Свердловское суворовское училище. В Вооруженных Силах СССР с 1983 года. В 1987 году окончил Алма-Атинское высшее общевойсковое командное училище имени Маршала Советского Союза И. С. Конева.
В 1988 году родители и сестра И. А. Петрикова переехали из Казахской ССР в город Чебоксары, куда он неоднократно приезжал в период отпусков. Служил в ГДР, в Уральском военном округе.
С 1993 года - командир мотострелковой роты 433-го мотострелкового полка, командир комендантской роты 27-й гвардейской мотострелковой дивизии, начальник штаба мотострелкового батальона 506-го гвардейского мотострелкового полка этой же дивизии в Приволжском военном округе (посёлок Тоцкое, Оренбургская область).
В январе 1995 года отправился в командировку в Чеченскую Республику. 

## Подвиг
В бою 28 марта 1995 года при взятии горного села Шали, одного из крупнейших центров вооруженного сопротивления боевиков, сложилась трудная ситуация. Одна из наступавших на село рот попала в заранее подготовленную засаду крупных сил противника. Майор Петриков заменил раненного командира мотострелковой роты и организовал отражение наседавшего противника. Гористая местность позволила боевикам прижать роту огнем к земле, исключив возможность отхода. В этих условиях Петриков принял решение, которого боевики никак не ожидали - атаковать. Стремительной атакой рота выбила противника из укрепленных позиций на подступах к селу и не только спасла себя от уничтожения, но и позволила другим частям продвинуться вперед. Однако в этой  атаке гвардии майор Игорь Петриков погиб смертью храбрых.
Указом Президента Российской Федерации от 9 августа 1995 года за мужество и героизм, проявленные при выполнении воинского долга, гвардии майору Петрикову Игорю Анатольевичу присвоено звание Героя Российской Федерации. Медаль «Золотая Звезда» № 194 вручена родственникам Героя.

## Память

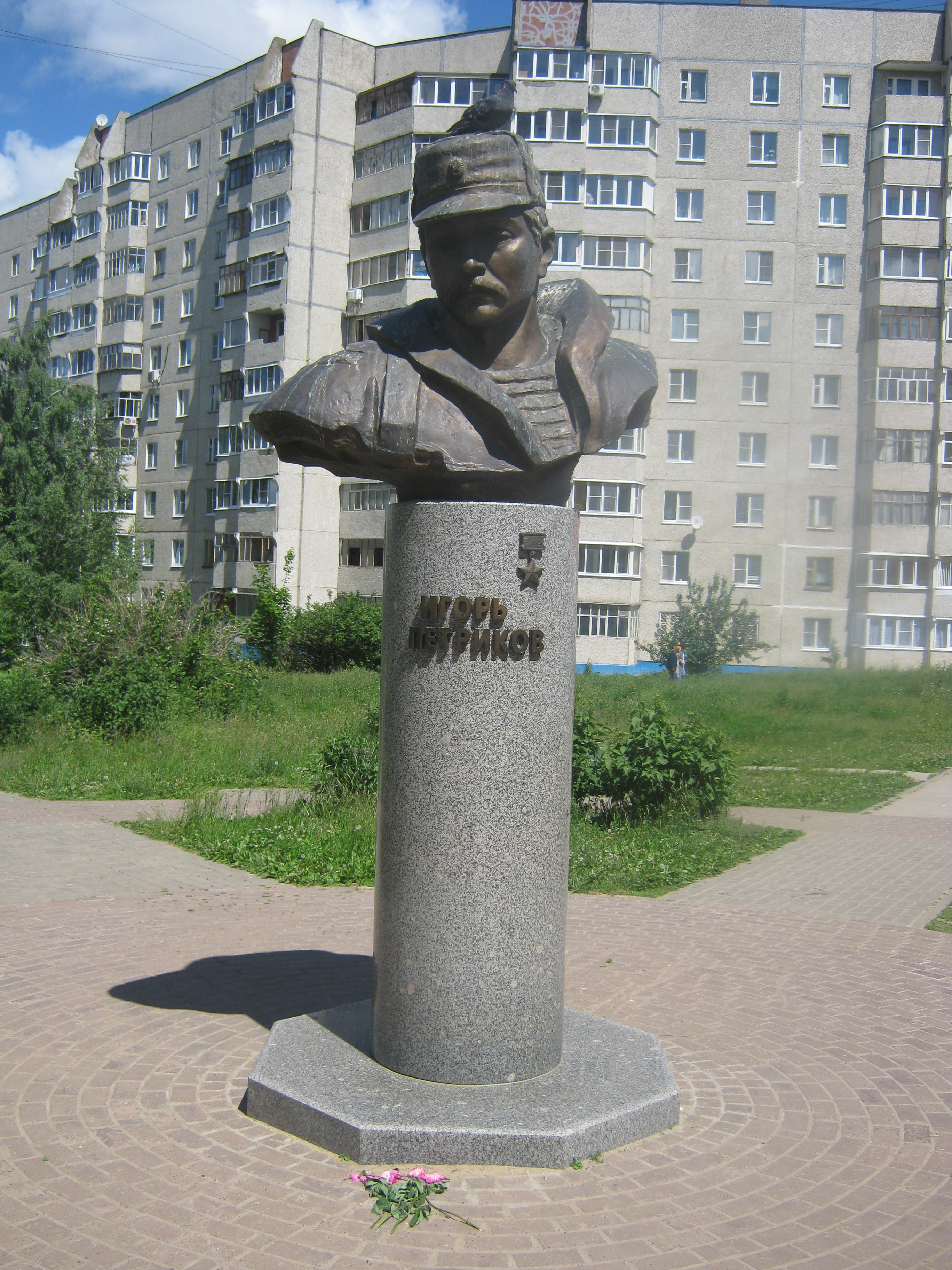
Бюст Игорю Петрикову в Чебоксарах

- В сентябре 2011 года в Екатеринбургском суворовском военном училище был открыт памятник-мемориал, посвященный выпускникам училища, погибшим при исполнении служебных обязанностей и выполнении интернационального долга, на котором выбита фамилия Петрикова И.А.

- Похоронен в городе Чебоксары.
- В Чебоксарах по ул. Университетская, 10А Игорю Петрикову сооружен по замыслу и на средства заслуженного строителя Чувашской Республики Н. Ф. Угаслова памятник (бюст).